# Serie B 2011/2012
Soutěžní ročník Serie B 2011/12 byl 80. ročník druhé nejvyšší italské fotbalové ligy. Soutěž začala 25. srpna 2011 a skončila 26. května 2012. Účastnilo se jí 22 týmů z toho se 15 kvalifikovalo z minulého ročníku, 3 ze Serie A a 4 ze třetí ligy. Nováčci ze třetí ligy jsou: AS Gubbio 1910, AS Giovanile Nocerina, SS Juve Stabia, Hellas Verona FC.
První 2 kluby v tabulce postupovali přímo do Serie A. Play off hrály kluby o jedno postupové místo do Serie A vyřazovacím způsobem (klub ze 3. místa hrál s klubem ze 6. místa a klub ze 4. místa hrál s klubem který obsadil 5. místo). Sestupovali poslední 3 kluby v tabulce (20., 21. a 22. místo) přímo a klub který skončil na 18. a 19. místě se utkali na 2 zápasy v play out, poražený sestoupil do třetí ligy.

## Tabulka
| Poř. | Tým                   | Z  | V  | R  | P  | VG | OG | B  |
| ---- | --------------------- | -- | -- | -- | -- | -- | -- | -- |
| 1.   | Delfino Pescara 1936  | 42 | 26 | 5  | 11 | 90 | 55 | 83 |
| 2.   | Turín FC              | 42 | 24 | 11 | 7  | 57 | 28 | 83 |
| 3.   | US Sassuolo Calcio    | 42 | 22 | 14 | 6  | 57 | 33 | 80 |
| 4.   | Hellas Verona FC      | 42 | 23 | 9  | 10 | 60 | 41 | 78 |
| 5.   | AS Varese 1910        | 42 | 20 | 11 | 11 | 57 | 41 | 71 |
| 6.   | UC Sampdoria          | 42 | 17 | 16 | 9  | 53 | 34 | 67 |
| 7.   | Calcio Padova         | 42 | 18 | 9  | 15 | 56 | 58 | 63 |
| 8.   | Brescia Calcio        | 42 | 15 | 12 | 15 | 48 | 50 | 57 |
| 9.   | SS Juve Stabia 1      | 42 | 16 | 13 | 13 | 53 | 49 | 57 |
| 10.  | Reggina Calcio        | 42 | 14 | 13 | 15 | 63 | 59 | 55 |
| 11.  | FC Crotone 2          | 42 | 13 | 15 | 14 | 60 | 58 | 52 |
| 12.  | Modena FC             | 42 | 12 | 16 | 14 | 50 | 58 | 52 |
| 13.  | AS Bari 3             | 42 | 14 | 14 | 14 | 47 | 48 | 50 |
| 14.  | US Grosseto FC        | 42 | 11 | 16 | 15 | 47 | 60 | 49 |
| 15.  | Ascoli Calcio 1898 4  | 42 | 15 | 11 | 16 | 47 | 50 | 49 |
| 16.  | AS Cittadella         | 42 | 13 | 9  | 20 | 51 | 64 | 48 |
| 17.  | AS Livorno Calcio     | 42 | 12 | 12 | 18 | 49 | 49 | 48 |
| 18.  | Empoli FC             | 42 | 12 | 11 | 19 | 48 | 59 | 47 |
| 19.  | Vicenza Calcio        | 42 | 10 | 14 | 18 | 43 | 61 | 44 |
| 20.  | AS Giovanile Nocerina | 42 | 10 | 10 | 22 | 52 | 71 | 40 |
| 21.  | AS Gubbio 1910        | 42 | 7  | 11 | 24 | 37 | 69 | 32 |
| 22.  | UC AlbinoLeffe        | 42 | 6  | 12 | 24 | 39 | 69 | 30 |

Poznámky
- Z = Odehrané zápasy; V = Vítězství; R = Remízy; P = Prohry; VG = Vstřelené góly; OG = Obdržené góly; B = Body
- 1  SS Juve Stabia přišla během sezóny o 4 body.
- 2  FC Crotone přišla během sezóny o 2 body.
- 3  AS Bari přišla během sezóny o 6 bodů.
- 4  Ascoli Calcio 1898 přišla během sezóny o 7 bodů.

|  | Přímý postup do Serie A 2012/13            |
|  | Play off                                   |
|  | Sestup do Lega Pro Prima Divisione 2012/13 |

## Play off
Boj o postupující místo do Serie A.

### Semifinále
UC Sampdoria - US Sassuolo Calcio 2:1 a 1:1
AS Varese 1910 - Hellas Verona FC 2:0 a 1:1

### Finále
UC Sampdoria - AS Varese 1910 3:2 a 1:0
Poslední místo pro postup do Serie A 2012/13 vyhrál tým UC Sampdoria

## Play out
Boj o setrvání v Serii B.
Vicenza Calcio - Empoli FC 0:0 a 2:3
V Serii B zůstal klub Empoli FC. Klub Vicenza Calcio sestoupil do třetí ligy. Po sezoně klub US Lecce který měl sestoupit ze Serie A, byl zařazen do třetí ligy za podvody. Místo něj v Serii B zůstal klub Vicenza Calcio.